# Astragalektomie
Die Astragalektomie, auch Talektomie genannt, ist die vollständige operative Entfernung des Sprungbeins (Astragalus, med. Talus). Insgesamt ist die Astragalektomie ein sehr selten angewandtes Verfahren. Indikationen sind z. B.:
- Rezidiv eines Klumpfußes:[1] Durch die verbesserte primäre Therapie ist der Eingriff deutlich seltener geworden. Rezidive entstehen häufiger bei dem Klumpfuß zugrundeliegenden Syndromen wie einer Meningomyelozele. Häufig wird die Talektomie dabei zum Ausgleich der oft schweren Adduktionsdeformität mit einer subtraktiven Keilosteotomie des Würfelbeins (Os cuboideum) kombiniert. Der Eingriff erfolgt in der Regel über einen anterolateralen Zugang. Anschließend wird das Fersenbein mittels K-Drähten in der Sprunggelenkgabel fixiert und es folgt eine meist etwa sechswöchige Gipsruhigstellung. Vielfach wird statt einer Talektomie jedoch ein ausgedehntes radikales Weichteil-Release posterior, lateral und medial empfohlen mit gleichzeitiger Korrektur der Rotationsfehlstellung von Talus und Calcaneus, so dass die Talektomie sehr selten geworden ist.
- Tumor im Sprungbein:[2] Tumoren im Sprungbein sind sehr selten. Bei bösartigen Tumoren erfolgt meist eine Unterschenkel-Amputation. Eine Talektomie kommt vor allem bei niedrig-malignen Tumoren wie dem Chondrosarkom oder bei rezidivierenden und lokal invasiven benignen Tumoren, wie dem Chondroblastom oder dem Osteoblastom in Frage.
- Rückfußamputation nach Boyd und Pirogoff:[3] Bei einer Amputation im Chopart-Gelenk gehen alle Fußextensoren verloren, wodurch die Kraft des Musculus triceps surae in der Regel eine starke Spitzfußstellung erzeugt und dadurch eine Belastung über dem Taluskopf und dem wenig weichteilgedeckten Narbenbereich entsteht, die in der Regel nicht toliert wird. In diesem Fall bietet sich neben alternativen Verfahren wie der supramalleolären Amputation nach Syme oder einer talocalcanearen Korrekturarthrodese das Verfahren nach Boyd und Pirogoff an. Über einen ventralen Zugang wird der Talus komplett entfernt, ebenso die Malleolen. Die Gelenkflächen von Tibia und Calcaneus werden mit einer horizontalen Osteotomie reseziert und der Calcaneus etwa 10 – 15 mm vorverlagert und im plantar-ventralen Bereich abgerundet. Eine Achillessehnenverlängerung ist aufgrund der Talektomie meist nicht mehr erforderlich. Die Osteosynthese erfolgt meist durch zwei kanülierte gekreuzte Schrauben oder durch einen Fixateur externe. Durch diese Rückfußamputation kommt es zu einer Stumpfverkürzung von 3 bis 4 cm, jedoch ist die Ferse endbelastungsfähig.
- nach multifragmentären (Crush-)Frakturen oder posttraumatischer Osteomyelitis des Talus. Die Ergebnisse sind eher schlecht, weshalb die primäre Astragalektomie besonders nach Crush-Frakturen inzwischen selten durchgeführt wird.[4]

Die Nachteile der Astragalektomie sind vor allem die Verkürzung des Fußes im Fersenbereich, die dadurch veränderte Fußstatik und die sich oft entwickelnde Arthrose zwischen den nicht kongruenten Gelenkflächen des Fersenbeins und des Schienbeins. Oft verbleibt auch eine Instabilität und Schwäche des Rückfußes. Teilweise wird vorgeschlagen, direkt eine calcaneotibiale Arthrodese durchzuführen oder diese auf das gesamte untere Sprunggelenk einschließlich Os cuboid und Os naviculare auszuweiten. Möglichkeiten, den durch die Entfernung des Talus entstehenden Höhenverlust auszugleichen, ergeben sich durch die Verschiebung eines ventralen Knochenspans aus der Tibia oder mit Hilfe der Kallus-Distraktion mit einem Fixateur externe.